# Duncan Regehr
Duncan Peter Regehr (Lethbridge, Alberta, 5 de octubre de 1952) es un actor y escritor canadiense.

## Primeros años
Regehr nació el 5 de octubre de 1952 en Lethbridge, una ciudad ubicada en la provincia canadiense de Alberta. Hijo de inmigrantes, madre británica y padre ruso. Su infancia transcurrió en la ciudad de Victoria, capital de la provincia de Columbia Británica.

## Carrera
Fue actor de teatro en su país natal antes de llegar a Hollywood en 1980. Es reconocido por su papel de El Zorro en la serie de televisión basada en el héroe clásico de Johnston McCulley, y por su trabajo en varios episodios de series televisivas de la saga Star Trek. Otro de sus papeles más reconocidos es el del Conde Drácula en la película The Monster Squad (1987), dirigida por Fred Dekker.

## Filmografía

### Cine y televisión
- Matt and Jenny (1979–80)
- Goliath Awaits (1981)
- The Blue and the Gray (1982)
- Wizards and Warriors (1983)
- The Last Days of Pompeii (1984)
- V (1984–85)
- My Wicked, Wicked Ways (1985)
- The Monster Squad (1987)
- Billy the Kid (1989)
- The Banker (1989)
- Zorro (1990–93)
- Star Trek: The Next Generation (1994)
- Timemaster (1995)
- Star Trek: Deep Space Nine (1995–97)
- Fast Track (1997–98)
- Air Bud: World Pup (2000)
- Blood Surf (2000)
- Flying Virus (2001)
- Secret Lives (2005)
- Presumed Dead (2006)
- Nightmare at the End of the Hall (2008)
- The Strange Case of DJ Cosmic (2008)
- The Good Times Are Killing Me (2009)